# 埃尔奇琼火山
17°21′36″N 93°13′40″W / 17.36000°N 93.22778°W

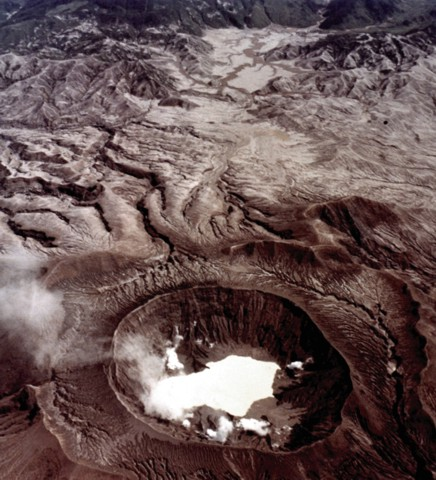
El Chichón

埃尔奇琼火山（英語：El Chichon）是墨西哥恰帕斯州的一座成层火山。海拔1350米。1982年发生了一次大喷发，造成2,000多人死亡。

## 外部連結
- El Chichon （页面存档备份，存于） - Smithsonian Institution: Global Volcanism Program